# Giralda aneb Nová Psyché
Giralda aneb Nová Psyché (ve francouzském originále Giralda, ou La Nouvelle Psyché) je komická opera (opéra comique) o třech dějstvích francouzského skladatele Adolpha-Charlese Adama na libreto Eugèna Scriba (1791-1861). Poprvé byla uvedena v pařížském Théâtre de l'Opéra-Comique dne 20. července 1850.

## Vznik díla
Adolphe Adam složil operu Giralda aneb Nová Psyché ve svém nejplodnějšího období - letech 1848 až 1853 - kdy byl nucen produkovat řadu děl za sebou, aby splatil dluhy spojené s úpadkem jím založeného Národního divadla (Théâtre-National). Dosud nejvlivnější libretista a Adamův osvědčený spolupracovník Scribe dodal libreto, které spíše než dramatickou kvalitou vyniká pikantním až frivolním tónem, který Adamova hudba plně využila, stejně jako lokální kolorit Španělska. Podtitul "nová Psyché" odkazuje na hlavní hrdinku, která stejně jako mytická Psyché nikdy nepotkala svého manžela za denního světla a je pronásledována vysoce postavenou ženou - tam bohyní, zde královnou.
Giralda měla zpočátku značný úspěch. V následujícím roce se hrála v Bruselu, Haagu, Berlíně a Vídni. V českých zemích měla premiéru až po skladatelově smrti, a to v pražském Stavovském divadle dne 25. října 1854 v německém překladu. Přestože ji část kritiky i později považovala za nejlepší Adamovo dílo, u publika se nakonec příliš neprosadila a od konce 19. století nebyla provozována.
Opera Giralda má předehru a zpěvní čísla proložená mluvenými dialogy ve třech dějstvích, představení trvá asi dvě a čtvrt hodiny.
Nahrávka opery dosud neexistuje, ale Richard Bonynge s New Philharmonia Orchestra nahrál její předehru (Decca, SXL 6422 15 : French Opera Overtures).

## Osoby a první obsazení
| osoba                                                                       | hlasový obor | premiéra (20.7.1850)           |
| --------------------------------------------------------------------------- | ------------ | ------------------------------ |
| Ginès Perès, mlynář                                                         | tenor        | Charles-Louis Sainte-Foy       |
| Giralda, jeho snoubenka                                                     | soprán       | Marie-Caroline Miolan-Carvalho |
| Královna španělská                                                          | soprán       | Marie-Stéphanie Meyer          |
| Princ aragonský, její manžel                                                | baryton      | Prosper-Albert Bussine         |
| Don Manoël, mladý dvořan, guvernér Santiaga                                 | tenor        | Marius Audran                  |
| Don Japhet d'Atocha, vévoda, první komorník královny                        | tenor        | Ricquier                       |
| Pážata, dvorní dámy a dvořané, vesničtí mládenci a dívky, služebnictvo, lid |              |                                |

## Děj opery
Děj se odehrává v Santiagu de Compostela a okolí v 18. století.

### 1. dějství
(Statek Nicola Almeda ve vsi poblíž Santiaga de Compostela) Po předehře přichází sbor vesničanů se svatební písní (Et plaisir et joie!). Mlynář Ginès Perès si má brát sedlákovu schovanku Giraldu, ale dnes se mu od rána dějí samé nepříjemnosti (popisuje je v kupletu O mon habit de mariage). Giralda, která se vdává jen na naléhání pěstouna, s ním chce vážně pohovořit: Ať od svatby raději ustoupí. Jednak je nevěsta ve skutečnosti dcera šlechtice, který upadl v nemilost krále a musel uprchnout, jednak je zamilovaná do tajemného kavalíra, kterého potkává vždy v noci v temném lese, když nese zboží na trh, a nezná jeho jméno ani podobu. Ginès uznává, že to jsou vážné překážky, na druhé straně však má Giralda věno tři sta dukátů, takže výsledná bilance je pořád pozitivní (to vše v duetu Faut-il donc vous aider — N'espérez pas que de mon âme).
Přichází don Japhet: královna s manželem jsou právě na pouti do Compostely a rozhodli se přenocovat právě na Almedově statku. Královna je rázná, ctnostná a zbožná, její manžel je zato obávaný sukničkář. Don Japhet se před ním zejména obává o svou ženu, a proto svůj sňatek před dvorem tají. Brzy přichází též guvernér Santiaga, don Manoël, který je ve skutečnosti oním Giraldiným neznámým kavalírem. Nemůže se dát Giraldě poznat, protože pochází z rebelského rodu a sám dostal milost a přízeň královny jen pod podmínkou, že se stane knězem. Zná princovu pověst a bojí se o osud Giraldy (árie Qoui! le Roi passerait la nuit dans cet asile! — O fleur printanière). Naštěstí se setkává s Ginèsem (kterému návštěva královského páru nepříjemně zasáhla do přípravy obřadu) a přesvědčí jej za pomoci dvojnásobku částky věna, aby si s ním u oltáře nepozorovaně vyměnil místo, čímž se Giralda stane Manoëlovou ženou (duet C'est dans l'église du village... — Voyons, examinons).
Mezitím do statku přichází princ (árie Que saint Jacques et les saints me viennent tous en aide... — A nous la jeunesse) i královna (Dieu tout-puissant, dont je réclame...). Královna bude celou noc na modlitbách, dona Japheta pověří, aby jí dohlížel na manžela, který je ihned okouzlen Giraldou vracející se z obřadu (finále Voici la noce... — Gentille meunière).

### 2. dějství
(Ginèsův mlýn, večer) Sbor (Heure mystérieuse) přivádí novomanžele do mlýna (ve kterém je po většinu druhého dějství úplná tma). Ginès je spokojen, že se nakonec neoženil (kuplet Tant que j'étais célibataire). Přítomen je též don Manoël, který se dá Giraldě poznat a vysvětlí jí, že se vlastně vdala za něj (duo Ah! le désespoir me reste! — O dieu d'amour! dieu de mystère). Náhle se do mlýna vkrádá za sličnou mlynářkou princ doprovázený donem Japhetem. Princ se ve tmě (naštěstí neúspěšně) vydává za Giraldina manžela, Don Manoël v tichosti zuří (trio Où donc est il, mon doux seigneur? — Dans la nuit obscure) a pošle tajně pro královnu. Po několika dalších záměnách jednotlivých protagonistů ve tmě přichází královna (s osvětlením) a žádá vysvětlení. Díky manévru dona Manoëla je v kompromitující situaci odhalen ne princ, ale don Japhet. Všichni jej považují za skutečného Giraldina manžela. Giralda je zklamána: romantický kavalír nevypadá podle jejích představ. Ale don Japhet má vlastní důvody, aby mýlku nevyvracel: princ totiž přísahal, že Japhetovo špiónství ve prospěch královny potrestá svedením jeho ženy. Takže lépe jej uvést na nesprávnou stopu... (Finále: Pardonnez si, le jour de leur union même... — O surprise sans pareille!.)

### 3. dějství
(Královnin palác v Santiagu) Giralda je v blízkosti královny, šťastna však není (árie La Reine, m'a-t-on dit... — Viens, ô mon bon ange!). Královna také shledává svou úlohu často obtížnou (kuplet Je suis la Reine, et sous un joug pesant). Za královnou přichází Ginès, který si stěžuje, že od Giraldina manžela neobdržel slíbené peníze. Královna by ráda věc vyřešila s poradou svého manžela a dona Manoëla, ti se ale bojí promluvit, aby Ginès nepoznal jejich hlas (komický kvintet Eh quoi! me traiter de la sorte! — Ah! Prenons garde!). Poté vypráví historii ze svého pohledu Giralda (kuplet Il a parlé, terreur soudaine!), ale ani to nepomůže k vyřešení situace. Královna se rozhodla trvat na své podmínce a dona Manoëla konečně učinit knězem, dokonce velmistrem řádu rytířů svatého Jakuba, takže ten se stále obává k Giraldě přihlásit. Když ale královna nechá prince a dona Manoëla s Giraldou samotné, což princ ihned využije ke dvoření (kuplet Ange des cieux), je don Manoël konečně vyprovokován a vystoupí na Giraldinu ochranu (duet Oh! perfidie ... — Amour et mystère). Princ není příliš rozzloben, a když v donu Manoëlovi pozná toho, kdo jej v noci vyvedl z prekérní situace, pomůže přesvědčit i královnu, aby zapomněla na svou podmínku a novomanželům odpustila (finále Dieu! qu'ai-je vu! — Vive notre Reine).